# Roma Open 2009
Il Roma Open 2009 è stato un torneo professionistico di tennis maschile giocato sulla terra rossa, che faceva parte dell'ATP Challenger Tour 2009. Si è giocato a Roma in Italia dal 20 al 26 aprile 2009.

## Partecipanti

### Teste di serie
| Nazionalità | Giocatore        | Ranking* | Testa di serie |
| ----------- | ---------------- | -------- | -------------- |
| Argentina   | Sergio Roitman   | 99       | 1              |
| Uzbekistan  | Denis Istomin    | 100      | 2              |
| Austria     | Daniel Köllerer  | 103      | 3              |
| Argentina   | Brian Dabul      | 106      | 4              |
| Germania    | Simon Greul      | 113      | 5              |
| Romania     | Victor Crivoi    | 116      | 6              |
| Rep. Ceca   | Jiří Vaněk       | 122      | 7              |
| Francia     | Adrian Mannarino | 127      | 8              |

- Ranking al 12 aprile 2009.

### Altri partecipanti
Giocatori che hanno ricevuto una wild card:
- Daniele Bracciali
- Alessio Di Mauro
- Jerzy Janowicz
- Gianluca Naso

Giocatori passati dalle qualificazioni:
- Francesco Aldi
- Javier Genaro-Martínez
- Tim Goransson
- Attila Balázs (Lucky loser)
- Robert Smeets (Lucky loser)
- Federico Torresi (Lucky loser)

## Campioni

### Singolare
Daniel Köllerer ha battuto in finale  Andreas Vinciguerra con il punteggio di 6–3, 6–3.

### Doppio
Simon Greul /  Christopher Kas hanno battuto in finale  Johan Brunström /  Jean-Julien Rojer con il punteggio di 4–6, 7–6(2), [10–2].